# 164 av. J.-C.
Cette page concerne l'année 164 av. J.-C. du calendrier julien proleptique.

## Événements
- 22 février (15 mars 590 du calendrier romain) : début à Rome du consulat de Aulus Manlius Torquatus et Quintus Cassius Longinus[1].
  - Nouvelle ambassade de Rhodes menée par Astymedes à Rome ; il parvient à convaincre le Sénat d'accepter un traité d'alliance (fœdus) qui place Rhodes sous la dépendance romaine[2].
  - Les frères d’Eumène II, Attale et Athénée se rendent à Rome pour défendre le roi de Pergame devant le Sénat. Ce dernier envoie toutefois en ambassade en Grèce et en Asie Caius Sulpicius et Manius Sergius pour enquêter sur d’éventuelles intrigues entre Pergame et les Séleucides et pour arbitrer un différend entre Mégalopolis et Sparte[3].
- Printemps: Lysias, général d'Antiochos IV et gouverneur de Jérusalem, est surpris par Judas Maccabée à la bataille de Beth Zur et mis en fuite. Judas Maccabée occupe Jérusalem, tient en respect la garnison de la citadelle, purifie le Temple et l’inaugure le 14 décembre (fête de la Dédicace)[4]. 
  - Judas fortifie le Temple et la forteresse de Beth Zur à la frontière avec l’Idumée. À l’appel d’Israélites persécutés, il entreprend des raids victorieux en Idumée, en Acrabatène, chez les Baïanites et les Ammonites. Simon conduit une expédition jusque sous les murs d’Akko, tandis que Judas va en Galaaditide jusqu’à Bosra. Les Israélites de ces deux régions sont ramenés à Jérusalem pour assurer leur sécurité. Pendant ce temps, l’armée syrienne de Gorgias met en déroute un corps expéditionnaire juif aux portes de Jamnia. Judas part ensuite en guerre contre l’Idumée, s’empare d’Hébron, puis de Marissa. Il attaque aussi les villes philistines avec un raid sur Ashdod. Le siège de la citadelle de Jérusalem achève de montrer que le but de Judas n’est pas seulement la défense du droit des Juifs à vivre selon leur Loi, mais aussi l’affermissement de son pouvoir politique personnel.

- Octobre : Ptolémée VI Philométor est chassé d'Alexandrie par son frère Ptolémée VIII Évergète II et se réfugie à Rome avec sa femme (et sœur) Cléopâtre II[5].
- Novembre : mort du roi séleucide Antiochos IV[6]. Il serait mort d'une chute de cheval, devant Gabae, près de l'actuelle Ispahan[7]. Son fils le jeune Antiochos V Eupator lui succède sous la régence de Lysias. Il confirme le droit des Juifs à vivre selon leur Loi[6].

- 12 novembre : la comète de Halley est observée par les astronomes babyloniens[8].
- 14 décembre : purification du temple de Jérusalem[4] (ou en 165 av. J.-C.[6]).

- Institution de l’épibolé en Égypte : des prises à bail supplémentaires sont imposées aux moins pauvres des paysans pour pallier la pénurie de main-d’œuvre[9].
- Léonidas de Rhodes remporte trois titres à l’occasion des Jeux olympiques[10].

## Naissances
- Antiochos VII, roi séleucide.

## Décès
- Antiochos IV, roi séleucide.